# Fontaine-Lavaganne

Fontaine-Lavaganne este o comună în departamentul Oise, Franța. În 1 ianuarie 2022 avea o populație de 503 de locuitori.